# Chécy
Chécy är en kommun i departementet Loiret i regionen Centre-Val de Loire strax norr Frankrikes mitt. Kommunen ligger i kantonen Chécy som tillhör arrondissementet Orléans. År 2022 hade Chécy 8 948 invånare.

## Befolkningsutveckling
Antalet invånare i kommunen Chécy
| Referens: INSEE |